# Dirty Pretty Things
I Dirty Pretty Things sono stati un gruppo musicale rock inglese fondato nel 2005 da Carl Barât, ex leader dei Libertines, e scioltosi nel settembre 2008.

## Storia del gruppo
La formazione del gruppo è stata annunciata nel settembre 2005, dopo che i The Libertines si erano sciolti nell'autunno del 2004 a causa di divergenze personali fra Doherty e Barât.
Carl Barât aveva già lavorato con la casa discografica Vertigo Records e aveva rivelato che il suo nuovo progetto si sarebbe appoggiato a questa.
Didz Hammond annunciò che lasciava il suo gruppo, The Cooper Temple Clause, per entrare a far parte del gruppo con Barât, insieme al batterista dei Libertines Gary Powell e al chitarrista Anthony Rossomando, che aveva sostituito Doherty dopo che questi aveva lasciato i Libertines.
La scelta del nome ha già causato problemi alla band: un quartetto di Salisbury ha suonato con il nome Dirty Pretty Things dai primi di gennaio del 2005, affermando di avere i diritti per quel nome. Un gruppo australiano ha suonato dal 2003 con questo nome, ma ha poi deciso di cambiarlo.
I primi concerti dei Dirty Pretty Things hanno avuto luogo in Italia (ad Ancona, Padova e Bologna) e a Parigi.
Dopo la pubblicazione di 2 album dal modesto successo commerciale, nel settembre del 2008 è stato annunciato lo scioglimento della band.
Nonostante le ripetute smentite di Barât, la decisione di sciogliere la band ha fatto pensare ai più ad una possibile riunione dei Libertines, concretizzatasi nel marzo 2010.

## Formazione
- Carl Barât - voce e chitarra
- Didz Hammond - basso e voce addizionale
- Anthony Rossomando - chitarra, tromba e voce addizionale
- Gary Powell - batteria

## Discografia

### Album in studio
- 2006 - Waterloo to Anywhere  (Vertigo Records)
- 2008 - Romance at Short Notice  (Mercury Records)

### Singoli
- 2006 - Bang Bang You're Dead  (Vertigo Records)
- 2006 - Deadwood  (Vertigo Records)
- 2008 - Tired Of England  (Mercury Records)